# První kategorie 1904
Sedmý ročník Prima Categoria 1904, které se přejmenovalo z názvu Campionato Italiano di Football se konal od 6. března do 27. března roku 1904. Turnaje se účastnilo pět klubů ze tří měst.
Již pošesté ovládl soutěž celek z Janova, když ve finále porazil opět turínský klub Juventus.

## Účastníci šampionátu
| Klub         | Město | Provincie |
| ------------ | ----- | --------- |
| Janov        | Janov | Ligurie   |
| Andrea Doria | Janov | Ligurie   |
| Milán        | Milán | Lombardie |
| Torinese     | Turín | Piemont   |
| Juventus     | Turín | Piemont   |

## Zápasy

### Kvalifikační kola

#### Liguria
Janov postoupil přímo do finále jako obhájce titulu.
Andrea Doria se jako jediný klub přihlásil do soutěže a postoupil do čtvrtfinále.

#### Lombardie
Klub Milán se jako jediný klub přihlásil do soutěže a postoupil do čtvrtfinále.

#### Piemont
| 6. březen 1904 | Torinese | 2 – 3  | Juventus | Campo di Piazza d'Armi di Torino, Turín |  |  |
| 15:00 SELČ     | ?        | Report | ?        |                                         |  |  |
|                |          |        |          |                                         |  |  |

### Čtvrtfinále

#### Liguria a Lombardie
| Čtvrtfinále 6. březen 1904 | Milán              | 1 – 0  | Andrea Doria | Campo Acquabella, Milán  |  |  |
|                            | Herbert Kilpin 75' | Report |              | Rozhodčí: James Spensley |  |  |
|                            |                    |        |              |                          |  |  |

### Semifinále
| Semifinále 1 13. březen 1904 | Milán          | 1 – 1  | Juventus       | Campo Acquabella, Milán |  |  |
|                              | Umberto Scotti | Report | Walter Streule | Rozhodčí: Luigi Bosisio |  |  |
|                              |                |        |                |                         |  |  |

| Semifinále 2 20. březen 1904 | Milán | 0 – 3  | Juventus                              | Campo Acquabella, Milán |  |  |
|                              |       | Report | Walter Streule Ferraris Luigi Gibezzi | Rozhodčí: Edward Dobbie |  |  |
|                              |       |        |                                       |                         |  |  |

### Finále
| Finále 30. březen 1904 | Janov               | 1 – 0  | Juventus | Campo Sportivo di Ponte Carrega, Janov |  |  |
| 15:00 SELČ             | Étienne Bugnion 65' | Report |          | Rozhodčí: Hans Heinrich Suter          |  |  |
|                        |                     |        |          |                                        |  |  |

## Vítěz
| Prima Categoria Vítěz pro rok 1904 |
| ---------------------------------- |
| Janov CFC                          |
|                                    |